# Grant McDougall
Grant McDougall (* 12. Oktober 1910 in Duluth, Minnesota; † 9. Dezember 1958 in Cleveland) war ein US-amerikanischer Hammerwerfer.
1932 qualifizierte er sich als Dritter der US-Meisterschaften mit seiner persönlichen Bestweite von 51,26 m für die Olympischen Spiele in Los Angeles, bei denen er mit 49,12 m Fünfter wurde.
Für die Pennsylvania State University startend wurde er 1932 NCAA-Meister.